# سيلينيد القصدير
سيلينيد القصدير هو مركب كيميائي له الصيغة SnSe؛ ويكون على شكل مسحوق رمادي اللون. ينتمي المركب إلى مجموعة السيلينيدات.

## التحضير
يحضر المركب من التفاعل المباشر بين عنصري القصدير والسيلينيوم عند الدرجة 350 °س.
{\displaystyle \mathrm {Sn+Se\longrightarrow SeSn} }
كما يمكن أن تتم عملية التحضير بطرق أخرى انطلاقاً من مركبات القصدير العضوية.

## الخواص
يوجد المركب على هيئة مسحوق رمادي اللون غير منحل عملياً في الماء، لكنه يذوب في الماء الملكي ومحاليل الكبريتيدات والسيلينيدات القلوية.
توجد بنيتان بلوريتان للمركب وذلك حسب درجة الحرارة، وتكون البنية عند درجة حرارة الغرفة وفق النظام البلوري المعيني القائم. يعد سيلينيد القصدير مثالاً نمطياً على مركب كالكوجينيد فلزي ذي طبقات.

## الاستخدامات
يستخدم سيلينيد القصدير في صناعة أشباه الموصلات، وفي صناعة الأجهزة الكهرضوئية والخلايا الشمسية.